# Catawbes
Els catawba, també coneguts issa, esaw, iswä però més comunament iswa (llengua catawba: iswa - “riu”) són una tribu d'amerindis dels Estats Units que parla una de les llengües catawba (una branca de les llengües siouan, el nom de la qual provenia del choctaw katapa "separat o dividit", però que s'anomenaven a si mateixos Yeh-is-wah-h'reh o Kawahcatawbas "el poble del riu" o i yeh yeh o usherees "el poble".

## Localització
Originàriament estaven establits als marges del riu Catawba (Carolina del Sud), però el centre principal era a la riba contrària, on és ara York County. Actualment són la tribu reconeguda federalment Nació Índia Catawba i viuen a la Reserva Catawba (34° 54′ 17″ N, 80° 53′ 01″ O / 34.90472°N,80.88361°O) a l'est de Rock Hill (Carolina del Sud) situada en dues seccions separades del comtat de York (Carolina del Sud), amb una població segons el cens de 2010 de 841 habitants.

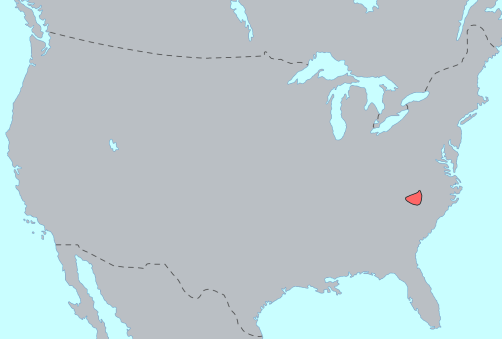
Distribució originària dels catawba

## Demografia
Durant el segle xviii es calcula que eren uns 5.000 individus, però les guerres amb les tribus veïnes i el contacte amb els blancs els van reduir a 1.500 el 1738, i encara més, a 500 individus el 1780. El 1950 en quedaven uns 375, però havien augmentat a 631 el 1970 (dels quals només uns 10 parlaven la llengua siouan), i pel 1985 uns 1.300 eren apuntats al rol tribal. Segons dades de la BIA, a la Reserva de la tribu Catawba de Carolina del Sud hi havia 1.597 habitants.
Segons dades del cens dels EUA del 2000, hi havia 1.725 purs, 88 barrejats amb altres tribus 728 barrejats amb altres races i 133 barrejats amb altres races i altres tribus. En total, 2.674 individus.

## Costums
Aplanaven el cap als infantons. Llurs cabanes cupulades eren fetes d'escorça amb una palissada, i a les viles, formades per grups de 5 a 15 cases (unes 100 persones), hi havia un temple per a actes públics i cerimònies religioses. Cada poblat era governat per un cabdill, anomenat Eractaswa, que presidia un Consell i tenia força autoritat. Els blancs, endemés, els anomenaven flatheads pel costum de deformar ritualment el cap dels infants. Conreaven moresc, pèsols, carabasses i carabassons en un mateix camp, puix que eren agricultors i, a diferència de les altres tribus del sud-est, eren els homes i no les dones qui conreaven el camp.
També es caracteritzaven per tenir una abundant provisió de coloms missatgers com a menges durant l'hivern. Fabricaven cistells, atuells i esteres, les quals coses canviaven per carn i robes a les tribus dels voltants, ja que mantenien un actiu comerç amb les tribus siouan del Piedmont (wateree, santee, etc.). Pescaven arengades i llobarros amb rescloses, brells i llances llargues. A la reserva cap al novembre se celebra el Yap Ye Iswa (dia dels catawba). El 1996 va morir el darrer parlant de catawba, Red Thunder Cloud.

## Història
Es creu que ja hi vivien al territori d'ençà del 25.000 aC, i que foren un dels pobles de la cultura dels Mount Builders, igual que els muskogi i els iroquesos.Foren visitats per Hernando de Soto el 1540 amb 600 soldats espanyols i esclaus indis. I fins i tot el visitant espanyol Juan Pardo els ajudà després que un tornado els assolés el 1566.
S'enfrontaren durant molts anys a la Confederació Iroquesa, que els desplaçà cap a Virgínia el 1700, però tornarien aviat al seu territori original, reforçats per la incorporació de les restes de les tribus eno i sharoki el 1701. Cap al 1607 havien contactat amb els powhatan i el 1670 amb els colons anglesos fundadors de Charleston. Després del contacte amb els blancs esdevingueren satèl·lits de les factories colonials i enemics dels cherokee i tuscarora, i aconseguiren armes de foc mitjançant el comerç.

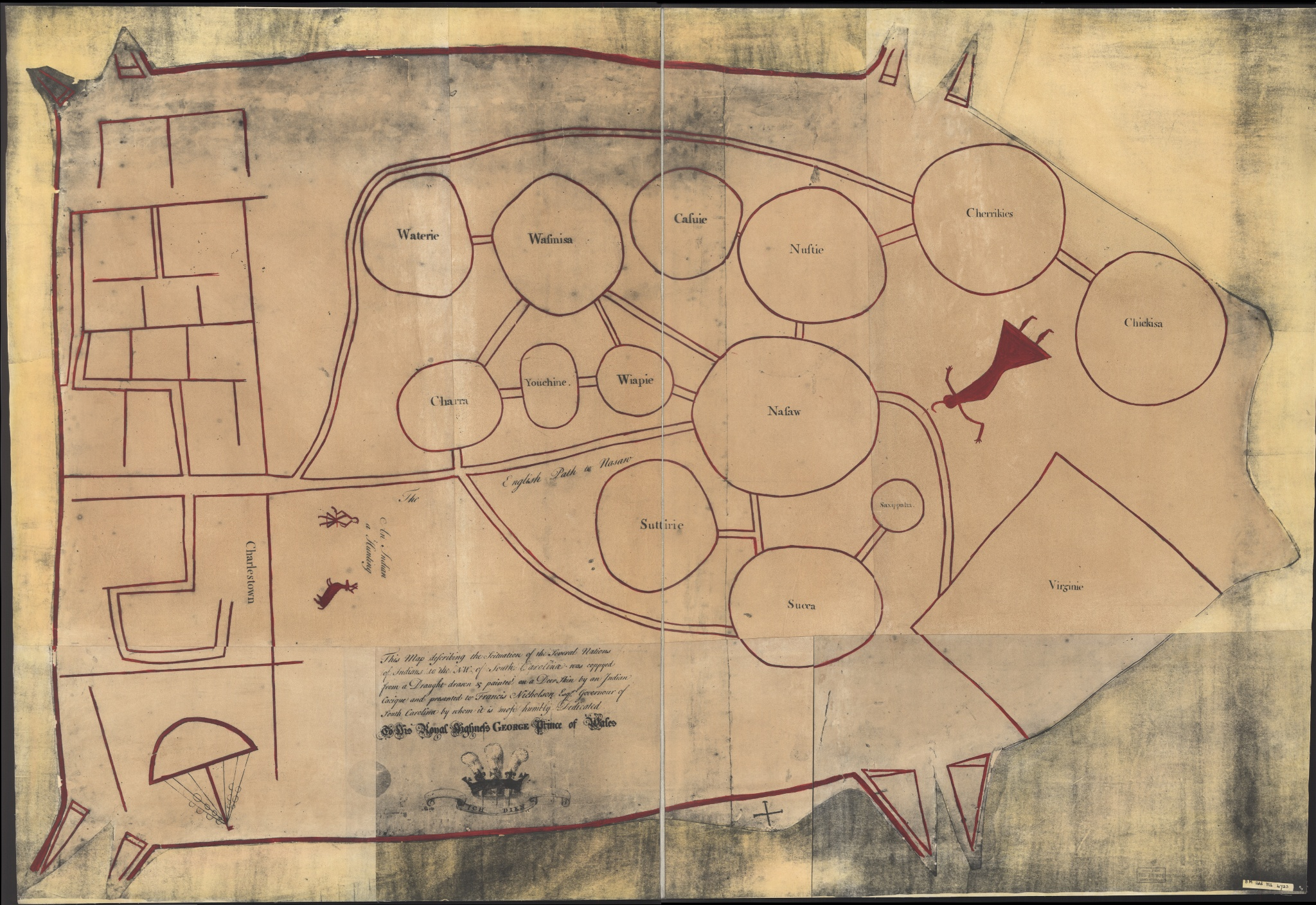
Mapa fet per un cap Catawba en 1721 i donat al governador colonial de Carolina del Sud Francis Nicholson. The circles represent different tribes, and Charleston, South Carolina, is to the left.

Ja les epidèmies del 1540 els havien reduït força. S'aliarien amb els anglesos en la Guerra Tuscarora del 1711-1713, i el 1738 patiren una epidèmia de pesta. Cap al 1740 se'ls acabà la cacera al seu territori, i el 1750 foren novament atacats pels seus enemics, els iroquesos. Això els empentaria a mantenir bones relacions amb el governador de Carolina del Sud, James Glen (1743-1755), amb els cabdills catawba Yanabe Yatengway, més conegut com a Young Warrior (cap al 1740-1749), i el seu successor Nopkehe o Haggler (del 1750 al 1763), qui el 1754 faria un tractat d'amistat amb els blancs. El 1750 eren 2.500 individus, amb restes de cheraw i wateree, i disposaven de 500 guerrers.

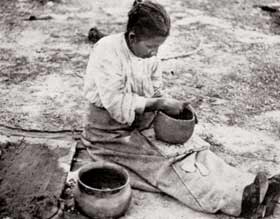
Cistellera catawba.

Durant la Guerra Franco-Índia del 1756-1763, no s'aliaren amb Pontiac i els odawa per ajudar els francesos contra els anglesos i combateren tant als cherokee com als indis aliats dels francesos al nord de l'Ohio ajudant als anglesos. Patiren una nova epidèmia de verola el 1759 que els reduí a un miler d'individus. Tot i així, el 1760 el seu cap Hixayoina (Orelles) ajudaria Carolina del Sud contra els cherokee i contra Pontiac. Gràcies a això el 1763 obtindrien una reserva de 144.000 acres al Nord de l'Estat. Iniciaren un fructífer comerç de pells i des del 1772 es dedicaren a vendre artesania i diversos productes a la vila de Charleston el 1800.
Durant la Guerra d'Independència dels EUA ajudaren als colons nord-americans, mercè els oficis dels caps King Frow (mort el 1776) i New River (mort el 1804); però foren vençuts a Camden pels anglesos, i el 1780 patiren una nova epidèmia de verola que els reduí encara més. Es va fer famosa aleshores Sally New River (morta el 1820), coneguda com a Old Aunt Sally, neta de Hagler i esposa de New River, partidària de mantenir bones relacions amb el nou estat.
Malgrat això, des del 1800 els imposaren els Black Codes (per a la població no blanca), ja que fins al segle xix foren indiferents al cristianisme. Cap al 1830 l'Estat de Carolina del Sud intentà comprar les seves terres, ja que només hi vivien uns 100 indis. Després de fortes discussions entre els joves, partidaris de vendre, i els vells, partidaris de no fer-ho, el 1840 signaren amb Carolina del Sud el Tractat de Nation Ford, pel qual venien les terres a canvi de 5.000 $. D'aquesta manera, també es deslliuraren de ser traslladats a Oklahoma. Alguns s'uniren temporalment als cherokee de Qualla; però una banda es quedà als marges del riu Catawba, on el 1841 l'Estat els va vendre 630 acres. Tot i així, el parlament de Carolina del Sud els declarà el 1847 com a "nació dissolta". Pel 1850 un centenar van tornar al riu Catawba i hi fundaren la vila d'Old Town, on ensenyaren als nens de la manera tradicional. El 1856 l'antropòleg Oscar M. Lieber els va visitar i va recollir 300 paraules catawba en una Collection of South Carolina Historical Society.
Durant la Guerra civil americana del 1861-1865 uns 20 catawba van lluitar com a voluntaris amb els sudistes, però això no els serviria ni aleshores ni després per evitar que se'ls apliqués també les lleis de discriminació racial, com als negres.

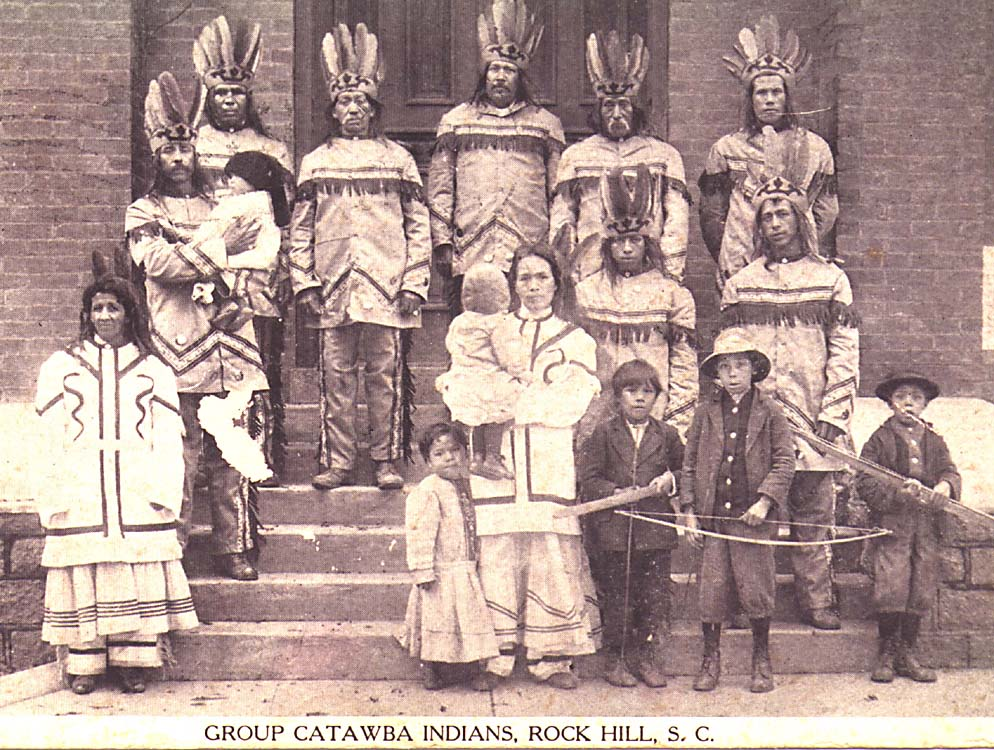
Catawba a l'exposició del 1913

Fins al 1880 no van dur als nens a les escoles dels blancs. Des del 1883 van predicar-hi entre ells els mormons (inicialment només en batejaren cinc), de manera que el 1900 havien convertit al 70% de la tribu, i el 1980 al 90%. El 1913 foren visitats per l'antropòleg Frank Speck, qui va fer amistat amb el cap Ben Harris (descendent de Robert Harris, primer catawba que visità Europa) i amb Leola Blue, qui manté la tradició artesanal catawba. Durant el 1930 es van fer nombrosos informes sobre la pobresa i subdesenvolupament de la tribu. Samuel Taylor Blue, cap dels catawba els anys 1931-1938, 1941-1943 i 1956-1958, i un dels darrers qui rebé educació tradicional, aconsegueix que rebin 9.000 $ en compensació per apropiació indeguda de terres.
Alhora, el 28 de març del 1930 un Comité Satawba visità el senat dels Estats Units i reberen una reserva federal a Rock Hill. El 1943 es constituí la reserva, el 30 de juny aprovaren la constitució de la Catawba Indian Tribe i reberen 75.000 $ més. El mestissatge, però, amenaça d'anorrear la tribu. Segons diversos estudis, el 1958 entre 120 i 152 famílies catawba tenien algun dels esposos blanc, el 1954 morí Robert Lee Harris, qui afirmava ser el darrer catawba pur, però el 1963 ho va fer Hester Louise Cantey Blue, qui també ho afirmava.
L'u de juliol del 1962 se'ls intentà imposar la política de Termination i fou dissolta la reserva federal de Rock Hill. Tanmateix, no es resignaren, i Gilbert Blue, cap tribal des del 1973, lluità força activament per recuperar la reserva. El 1974 s'establiren a l'antiga reserva i crearen una escola on ensenyaven l'antiga llengua catawba. Van dur el seu cas al Tribunal de l'Estat l'octubre del 1980, qui va sentenciar a favor seu el 1983.